# باربيكساكلون
باربيكساكلون (مالياسين) هو مركب ملحي من فينوباربيتال وليفوبروبيلهيكسيدرين. تم التعريف به للمرة الأولى عام 1983. وقد أبلغ عنه أنه بنفس فعالية الفينوباربيتال بل هو أفضل من احتمالاً؛ لكن في عام 2004، لم يتم تأكيد «هذه النتائج الواعدة» ولم يتم رفضها في التجارب القائمة الخاضعة للمراقبة.

## القدرة
100 ملغم من باربيكساكلون تعادل حوالي 60 ملغم من فينوباربيتال.